# Shun’ichi Amari

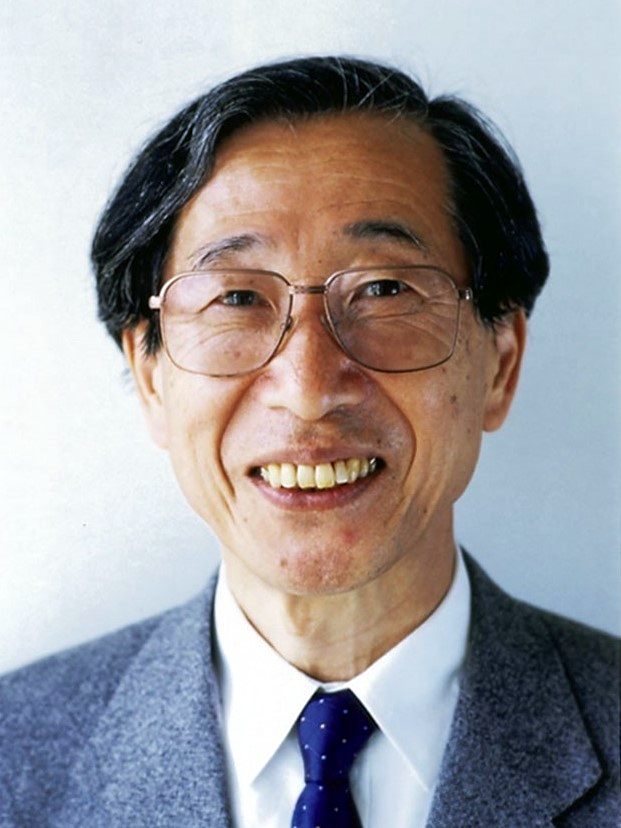
Shun’ichi Amari

Shun’ichi Amari (japanisch 甘利 俊一, Amari Shun’ichi; geb. 3. Januar 1936 in der Präfektur Tōkyō) ist ein japanischer Forscher auf dem Gebiet der Computer- und der Neurowissenschaft.

## Leben und Werk
Shun’ichi Amari machte 1958 seinen Studienabschluss im Fach Angewandte Physik an der Universität Tōkyō. 1981 wurde er Professor an seiner Alma Mater. Die Universität verabschiedete ihn 1996 als „Meiyo Kyōju“. Nach seinem Ausscheiden wirkte er als Direktor des „Forschungszentrums für Kognitionswissenschaft“ (脳科学総合研究センター, Nōkagaku sōgō kenkyū sentā) des RIKEN.
Zum Gedächtnis des Menschen führt Amari aus, dass sich dessen Funktionsweise völlig von den Speichern gegenwärtiger Computersysteme unterscheide. Es könne aus fragmentarischer Information die vollständige bereitstellen. Dies sei ab den 1970er Jahren von T. Kohonen, J. A. Anderson und ihm erkannt worden. Die Selbsterinnerung erfolge durch ein neuronales Netzwerk vom Rückkopplungstyp, in dem das Erinnerungsmuster ein stabiler Gleichgewichtszustand oder ein stabiler Festpunkt der Netzwerkdynamik sei. Die wechselseitige Erinnerung sei ein neuronales Netzwerk vom Feed-Forward-Typ, das ein Eingabemuster umwandelt, das die Erinnerung in ein Ausgabeerinnerungsmuster verwandelt.
2012 wurde Amari als Person mit besonderen kulturellen Verdiensten geehrt, 2019 mit dem Kulturorden und 2025 mit dem Kyoto-Preis ausgezeichnet.